# Angostura undulata
Angostura undulata là một loài thực vật có hoa trong họ Cửu lý hương. Loài này được (Hemsl.) Albuq. mô tả khoa học đầu tiên năm 1981.